# 2521 Heidi
A 2521 Heidi (ideiglenes jelöléssel 1979 DK) a Naprendszer kisbolygóövében található aszteroida. Paul Wild fedezte fel 1979. február 28-án.